# Callispa loxia
Callispa loxia es un insecto coleóptero de la familia Chrysomelidae.
Fue descrita científicamente por primera vez en 1897 por Weise.